# Coluteocarpus
Coluteocarpus es un género  de plantas fanerógamas de la familia Brassicaceae. Comprende 3 especies descritas y de estas, solo 2 aceptadas.

## Taxonomía
El género fue descrito por Pierre Edmond Boissier y publicado en Annales des Sciences Naturelles; Botanique, sér. 2 16: 378. 1841.

## Especies aceptadas
A continuación se brinda un listado de las especies del género Coluteocarpus aceptadas hasta octubre de 2014, ordenadas alfabéticamente. Para cada una se indica el nombre binomial seguido del autor, abreviado según las convenciones y usos.	
- Coluteocarpus reticulatus (Lam. ex Poir.) Boiss.
- Coluteocarpus vesicaria (L.) Holmboe